# Морон (округ)
Округ Моро́н (ісп. Morón) — адміністративно-територіальна одиниця 2-го рівня у провінції Буенос-Айрес в центральній Аргентині. Адміністративний центр округу — Морон (ісп. Morón).
Населення округу становить 321 109 осіб (2010). Площа — 55,55 кв. км.

## Історія
Округ заснований у 1784 році.

## Населення
У 2010 році населення становило 321 109 осіб, з них чоловіків — 153 129, жінок — 167 980.

## Політика
Округ належить до 1-го виборчого сектору провінції Буенос-Айрес.